# Запрудье (Киевская область)
Запру́дье (укр. Запруддя) — село, входит в Ракитнянский район Киевской области Украины. 
Население по переписи 2001 года составляло 1311 человек. Почтовый индекс — 09620. Телефонный код — 4562. Занимает площадь 50 км². Код КОАТУУ — 3223782001.

## История
В 1946 г. указом ПВС УССР село Винцентовка переименовано в Запрудье

## Местный совет
09620, Київська обл., Рокитнянський р-н, с. Запруддя, вул. Шевченка, 2